# Römisch-Germanische Kommission

Logo des Deutschen Archäologischen Institutes

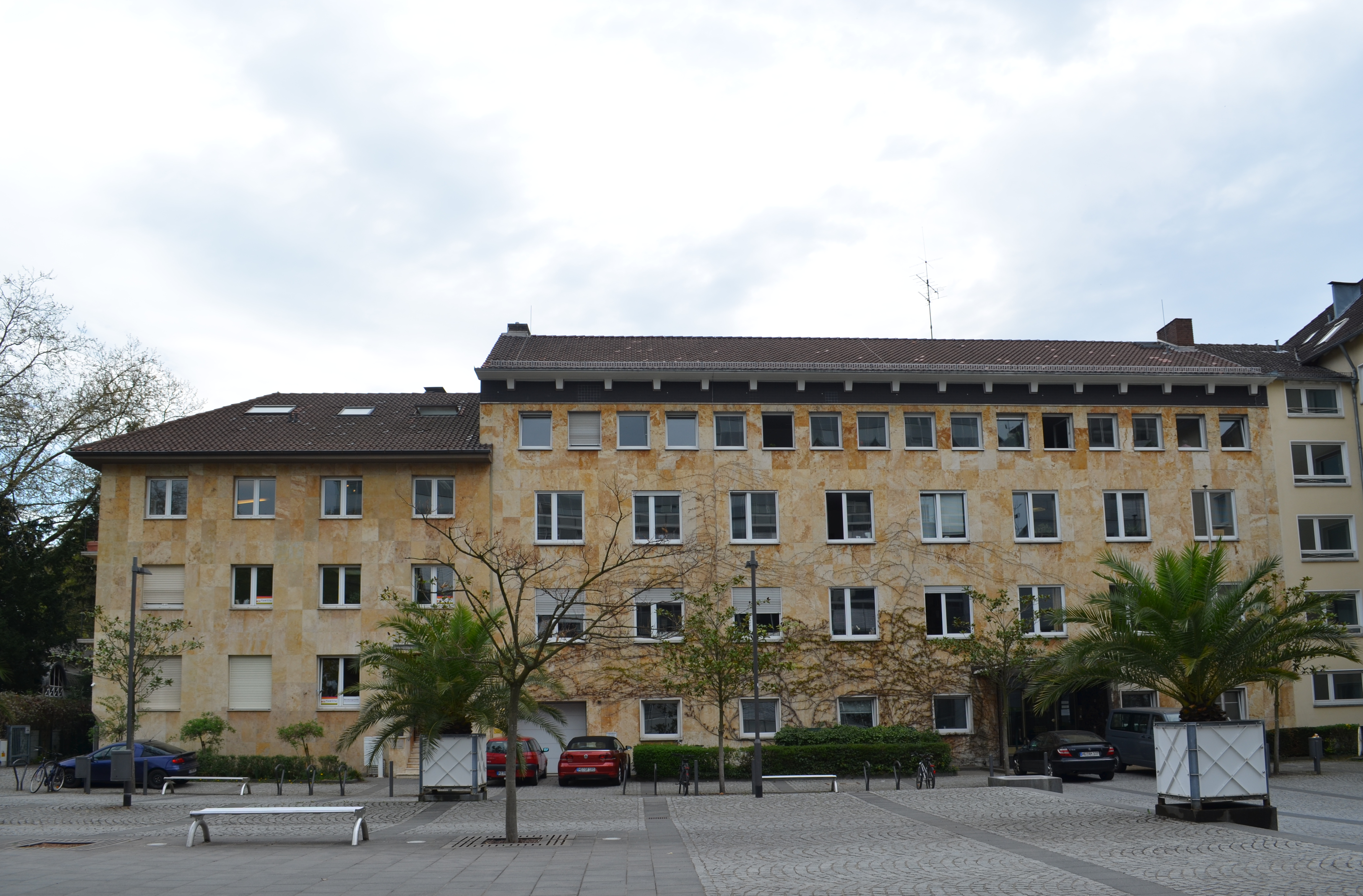
Palmengartenstraße 10–12, Sitz der Römisch-Germanischen Kommission

Die Römisch-Germanische Kommission (kurz RGK) ist eine Abteilung des Deutschen Archäologischen Instituts mit Sitz in Frankfurt am Main.
Ihre Aufgabe ist die Erforschung der Vor- und Frühgeschichte in Mitteleuropa mit Schwerpunkt in der provinzialrömischen Archäologie. Die Kommission arbeitet eng mit Universitäten, Museen und Denkmalämtern zusammen und unterhält Kontakte zu entsprechenden Fachinstitutionen des Auslandes, wodurch ihr eine besondere Rolle in der Vernetzung der prähistorischen Forschung in Europa zukommt.

## Geschichte und Forschungsschwerpunkte
Als Vorgängerin der Römisch-Germanischen Kommission gilt die Reichs-Limeskommission, die auf Initiative des Historikers Theodor Mommsen 1892 gegründet wurde. Auf Grundlage einer Immediatverfügung Kaiser Wilhelms II. vom Juli 1901 wurde dann die Kommission als Teil des Kaiserlich-Deutschen Archäologischen Instituts, heute Deutsches Archäologisches Institut (kurz DAI), mit Hauptsitz in Berlin und seinen Zweigstellen in Rom und Athen gegründet. Erste Tätigkeiten unter der Leitung des Gründungsdirektors Hans Dragendorff nahm die Kommission am 1. Oktober 1902 in Frankfurt auf. Seit 1956 hat die RGK ihren Sitz in einem von der Stadt Frankfurt eigens errichteten Gebäude am Palmengarten. Dieses wurde von dem Architekten Georg Siegler entworfen, der bereits mehrfach mit dem DAI zusammengearbeitet hatte, und gestalterisch von dem damaligen Ersten Direktor Gerhard Bersu beeinflusst wurde. Eine 1980 eingerichtete und bis 2015 bestehende Forschungsstelle Ingolstadt diente den Forschungen im keltischen Manching und zur Römerzeit in Mittelbayern. Die Forschungsstelle Budapest (Ungarn) wurde 2016 begründet und dient als Brückenkopf für die Projekte der RGK in Südosteuropa.
Im Verlauf ihrer Geschichte hat sich die Römisch-Germanische Kommission zu einem der größten Zweiginstitute des DAI entwickelt. Die wissenschaftlichen Angestellten, die neben der Forschung auch die Redaktion, die Bibliothek, das Archiv und das Referat für Prospektions- und Grabungsmethodik betreuen, werden zudem durch zahlreiche Mitarbeitenden in den verschiedenen Forschungsprojekten und in der Infrastruktur unterstützt. Geleitet wird die RGK von zwei sich fachlich ergänzenden Direktoren bzw. Direktorinnen, welche durch einen gewählten Beirat unterstützt werden, bestehend aus führenden Fachvertretern und Fachvertreterinnen aus Universitäten, Archäologischer Denkmalpflege und Museen. Zudem unterstützt seit 2004 der Förderverein Freunde der Archäologie in Europa e. V. die Forschungsprojekte der Römisch-Germanischen Kommission.

### Direktoren der Römisch-Germanischen Kommission
(Quelle:)
1. Direktor
- Hans Dragendorff (1902–1911)
- Emil Ritterling (1911–1914)
- Walther Barthel (1914–1915)
- Friedrich Koepp (1916–1925)
- Friedrich Drexel (1925–1930)
- Gerhard Bersu (1931–1935)
- Ernst Sprockhoff (1935–1945)
- Gerhard Bersu (1950–1956)
- Werner Krämer (1956–1972)
- Hans Schönberger (1972–1981)
- Ferdinand Maier (1981–1990)
- Siegmar von Schnurbein (1990–2006)
- Friedrich Lüth (2006–2011)
- Svend Hansen (kommissarisch 2011–2013)
- Eszter Bánffy (2013–2023)
- Kerstin P. Hofmann (seit März 2023)

2. Direktor
- Gerhard Bersu (1929–1931)
- Hans Zeiß (1931–1934)
- Kurt Stade (1935–1937)
- Wilhelm Schleiermacher (1938–1966)
- Hans Schönberger (1966–1972)
- Ferdinand Maier (1972–1981)
- Siegmar von Schnurbein (1981–1990)
- Hermann Parzinger (1990–1994)
- Susanne Sievers (1994–2016)
- Kerstin P. Hofmann (2016–2023)
- Lukas Werther (seit 1. September 2023)[7].

## Aktuelle Mitglieder der Römisch-Germanischen Kommission
Stand März 2023:
- Joseph Maran, Heidelberg, Vorsitzender
- Doris Mischka, Erlangen, stellvertretende Vorsitzende
- Amy Bogaard, Oxford
- Sebastian Brather, Freiburg
- Alexander Heising, Freiburg
- Michael Rind, Münster
- Brigitte Röder, Basel
- Thomas Terberger, Hannover
- Sabine Wolfram, Chemnitz
- Jan Schuster, Łódź

## Infrastruktur

### Bibliothek
Die Bibliothek (Präsenzbibliothek) der RGK umfasst rund 190.000 Bände und ca. 3.000 Zeitschriften. Der Sammlungsschwerpunkt liegt vor allem in Literatur, die sich der vor- und frühgeschichtlichen Archäologie Europas widmet, insbesondere der Archäologie der römischen Provinzen und der Archäologie des Mittelalters. Erweitert und ergänzt wird die Sammlung vor allem durch Literatur aus den naturwissenschaftlichen Nachbardisziplinen.

### Archiv
Das Archiv der RGK enthält vor allem eigene Unterlagen zu Grabungen, Akten und Korrespondenzen sowie diejenigen der Reichs-Limeskommission. Darüber hinaus verwahrt es Dokumente zur Geschichte der RGK, Briefwechsel mit in- und ausländischen Gelehrten und wissenschaftliche Nachlässe ehemaliger Direktoren und Mitarbeiter.

### Redaktion
Die Redaktion der RGK gibt halbjährlich die Zeitschrift „Germania“ sowie jährlich den „Bericht der Römisch-Germanischen Kommission“ heraus. In loser Folge erscheinen zahlreiche Schriftenreihen zu verschiedenen Themen der Vor- und Frühgeschichtsforschung in Alteuropa. Einzelne Serien werden in Zusammenarbeit mit anderen Fachinstitutionen des In- und Auslands erarbeitet.

## Zeitschriften
- Germania. Anzeiger der Römisch-Germanischen Kommission des Deutschen Archäologischen Instituts. ISSN 0016-8874
- Bericht der Römisch-Germanischen Kommission (abgekürzt: BerRGK). ISSN 0341-9312